# Tyronza
Tyronza é uma cidade  localizada no estado americano de Arkansas, no Condado de Poinsett.

## Demografia
Segundo o censo americano de 2000, a sua população era de 918 habitantes.
Em 2006, foi estimada uma população de 880, um decréscimo de 38 (-4.1%).

## Geografia
De acordo com o United States Census Bureau, a localidade tem uma área de 4,1 km², sem área coberta por água. Tyronza localiza-se a aproximadamente 69 m acima do nível do mar.

## Localidades na vizinhança
O diagrama seguinte representa as localidades num raio de 24 km ao redor de Tyronza.